# Rubicundus
Rubicundus is een geslacht van kaakloze vissen uit de  familie van de slijmprikken (Myxinidae).

## Soorten
- Rubicundus eos Fernholm,  1991
- Rubicundus lakeside Mincarone & McCosker,  2004
- Rubicundus lopheliae Fernholm & Quattrini,  2008
- Rubicundus rubicundus Kuo, Lee & Mok,  2010